# Someday (藤原さくらの曲)
「Someday」（サムデイ）は、日本のシンガーソングライター・藤原さくらの楽曲。2017年3月29日にスピッツのカバー曲「春の歌」との両A面シングル『Someday／春の歌』として発売された。
カントリー調の楽曲で、藤原がMCを務めたBSフジの子供向け番組『ポンキッキーズ』のエンディングテーマに採用された。

## 背景
「Someday」は、藤原が全国ツアー中に制作した楽曲で、サビのメロディから作られた。楽曲について藤原は「インストアライブを通してファンが増え、ライブ後などに直接会ったりして、ファンのみんなはどういう曲を求めているのだろうというところも意識し始めたのか、キャッチーなサビを書きたいなと思うようになった。」と語っている。
歌詞は「出会い」がテーマとなっており、テレビドラマ『ラヴソング』の出演を通して共演者やスタッフ、ドラマをきっかけに藤原を知ったファンたちとの出会いや、ドラマの撮影終了後に帰郷した福岡で祖母から聞いた両親の馴れ初めを聞いて、「2人は出会うべくして出会ったんだ」と感じたことなどが反映されている。藤原は「あの年に祖母が大阪に行かなかったら、父は生まれていなくて、母の同級生となることもなく、私も生まれていなかった。それは私だけでなく、みんなの背景にあることで。今ここにいることが当たり前でないと思ったら、少し怖いなと感じてしまった。」「祖母は『偶然ではなく、祖父とは出会うべくして出会っているから、絶対にあなたも生まれた。だから大丈夫』と言ってくれて、そういう風に考えられることも凄いと思ったし、自分もいつか結婚して子供が生まれたときに、そんなふうに思えるようになるんじゃないかなと、出会いについてたくさん考えていた時期でもあったから、この気持ちを歌詞にしたいなと思った。」と語っている。
2017年3月29日にスピッツのカバー曲「春の歌」との両A面シングル『Someday／春の歌』として発売された。藤原にとって2作目のシングルで、2ndアルバム『PLAY』からの先行シングル。カップリングには、前年に開催された「藤原さくらワンマンツアー2016「good morning」〜second verse〜」ツアーから、11月24日のEX THEATER ROPPONGI公演から3曲のライブ音源を収録。初回限定盤と通常盤の2形態で発売され、初回限定盤には同公演からの8曲のライブ映像を収録したDVDが付属。
同年4月2日より藤原がMCを務めるBSフジの子供向け番組『ポンキッキーズ』が放送開始され、「Someday」は同番組のエンディングテーマに採用された。2018年3月25日に放送された『ポンキッキーズ』の最終回では、藤原による弾き語りで披露された。

## プロモーション
本作のミュージック・ビデオは、大喜多正毅が監督を務めたもので、立体紙芝居やトイシアターの世界を思わせる幻想的な作品となっている。このミュージック・ビデオは、2ndアルバム『PLAY』の初回限定盤に付属しているDVDに収録された。
2017年4月1日にラゾーナ川崎プラザで、シングルの発売を記念したフリーライブが開催され、シングルの表題2曲が演奏された。なお、「Someday」は同日に放送されたTBS系列の音楽番組『COUNT DOWN TV』でも披露された。

## 演奏
- 藤原さくら：Vocal
- 伊藤友馬：Violin
- 山口彊：Violin
- 幸孝紘：Cello
- Hitomi Niida：Trumpet
- 鹿討奏：Trombone
- 永野亮：Chorus & Other Insruments

## シングル収録曲
| #         | タイトル                                                        | 作詞・作曲 | 編曲      | 時間  |
| --------- | --------------------------------------------------------------- | ---------- | --------- | ----- |
| 1.        | 「Someday」                                                     | 藤原さくら | 永野亮    | 3:55  |
| 2.        | 「春の歌」                                                      | 草野正宗   | 永野亮    | 4:15  |
| 3.        | 「walking on the clouds」(Live at EX THEATER ROPPONGI 20161124) | 藤原さくら |           | 5:12  |
| 4.        | 「Ellie」(Live at EX THEATER ROPPONGI 20161124)                 | 藤原さくら |           | 5:03  |
| 5.        | 「BABY」(Live at EX THEATER ROPPONGI 20161124)                  | 藤原さくら |           | 4:26  |
| 合計時間: | 合計時間:                                                       | 合計時間:  | 合計時間: | 22:51 |

| #  | タイトル | 作詞 | 作曲・編曲 |
| -- | --- | ---- | ---------- |
| 1. | 「We are You are」(藤原さくらワンマンツアー2016「good morning」〜second verse〜"Live at EX THEATER ROPPONGI 20161124)       |      |            |
| 2. | 「I wanna go out」(藤原さくらワンマンツアー2016「good morning」〜second verse〜"Live at EX THEATER ROPPONGI 20161124)       |      |            |
| 3. | 「maybe maybe」(藤原さくらワンマンツアー2016「good morning」〜second verse〜"Live at EX THEATER ROPPONGI 20161124)          |      |            |
| 4. | 「Give me a break」(藤原さくらワンマンツアー2016「good morning」〜second verse〜"Live at EX THEATER ROPPONGI 20161124)      |      |            |
| 5. | 「Oh Boy!」(藤原さくらワンマンツアー2016「good morning」〜second verse〜"Live at EX THEATER ROPPONGI 20161124)              |      |            |
| 6. | 「Cigarette butts」(藤原さくらワンマンツアー2016「good morning」〜second verse〜"Live at EX THEATER ROPPONGI 20161124)      |      |            |
| 7. | 「好きよ 好きよ 好きよ」(藤原さくらワンマンツアー2016「good morning」〜second verse〜"Live at EX THEATER ROPPONGI 20161124) |      |            |
| 8. | 「Station」(藤原さくらワンマンツアー2016「good morning」〜second verse〜"Live at EX THEATER ROPPONGI 20161124)              |      |            |

## 収録アルバム
- PLAY